# Mette Rode Sundstrøm
Mette Margrethe Rode Sundstrøm, född juli 1967 i Ørridslev i Horsens kommun i Danmark, är en dansk konsthandlare.
Mette Rode Sundstrøm växte upp på gården Haugård i trakten av Horsens och utbildade sig i ekonomi vid Eksportakademiet i Århus. Hon arbetade 1992–2000 på textilföretaget Södahl Design A/S i Viborg, så småningom som marknadschef.
Hon blev 2001 vice vd, och 2003 vd, för Lauritz.com, som är ett danskt internetbaserat auktionshus. Företaget köptes 1998 av Bengt Sundström (född 1955), som anställde Mette Rode Sundstrøm som vice vd. 
Hon var i första äktenskapet gift med restauratören i Århus Jan Rode (död 2000) och är sedan 2007 i andra äktenskapet gift med Bengt Sundstrøm. De har två gemensamma barn och äger den franska vingården Château Vignelaure i Provence.
Mette Rode Sundstrøm var värd för Sommar i P1 2014.